# Zhang Xin (bizneswoman)

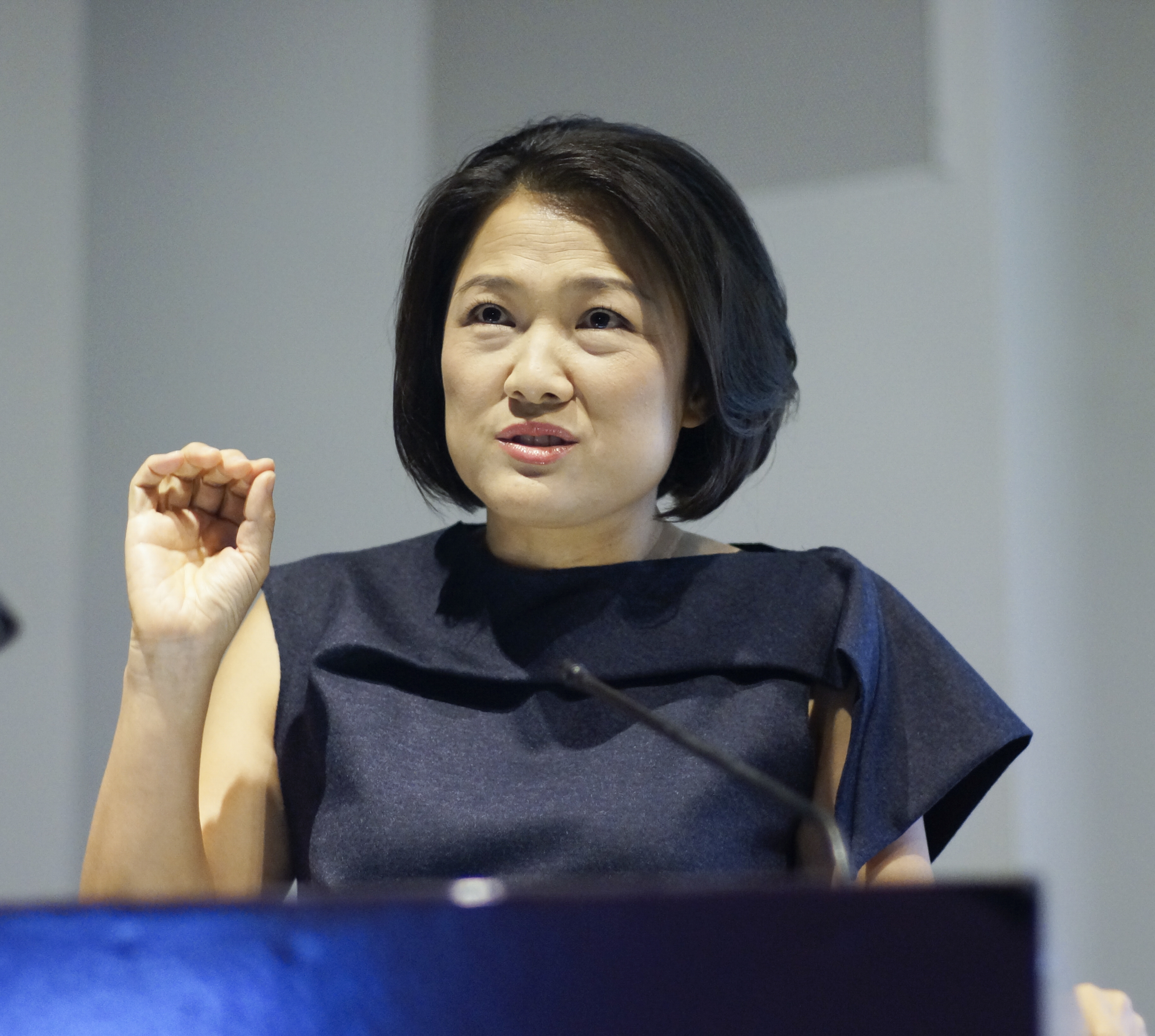
Zhang Xin (2013)

Zhang Xin (chiń. upr. 张欣; chiń. trad. 張欣; pinyin Zhāng Xīn; ur. 24 sierpnia 1965) – chińska potentatka medialna, bizneswoman, blogerka.
Jej rodzice, nauczyciele, żyli w ubogich warunkach. Podczas rewolucji kulturalnej zostali uznani za "podejrzanych intelektualnie" i zesłani do pracy fizycznej na wieś. W wieku 14 lat uciekła w nocy z matką na piechotę do Hongkongu, gdzie odtąd pobierała naukę, dorabiając po lekcjach jako szwaczka. Po zaliczeniu matury z wyróżnieniem krewni hongkońscy opłacili jej bilet do Wielkiej Brytanii, gdzie po wysłaniu prośby o stypendium do kilkudziesięciu uniwersytetów została przyjęta na University of Sussex. Studiowała tam ekonomię, zarabiając jednocześnie na życie jako kelnerka, sprzątaczka i opiekunka do dzieci. Po otrzymaniu dyplomu z wyróżnieniem zyskała dwuletnie stypendium socjalne na Uniwersytecie w Cambridge, gdzie również ukończyła naukę, po czym rozpoczęła pracę w banku Goldman Sachs w Hongkongu. Poznała w tych czasach chińskiego biznesmena, z którym wzięła ślub po czterech dniach znajomości. Założyli wspólnie firmę deweloperską Soho China, którą Zhang kieruje osobiście od początku jej istnienia. Szereg udanych inwestycji zapewnił jej miejsce wśród najbogatszych kobiet świata. Rozwija także budownictwo ekologiczne.
Prywatnie jest matką dwóch nastoletnich synów. Posiada 3,6 miliarda dolarów majątku osobistego. Zagrała epizodyczną rolę w filmie Wall Street: Pieniądz nie śpi.